# Языково (Псковский район)
Языково — деревня в Ядровской волости Псковского района Псковской области.
Расположена на левом берегу реки Кебь, в 6 км к северу от её устья, и в 1,5 км к северу от станции Кебь (Кеб).
1. ↑  Численность населения населённых пунктов Псковской области по данным Всероссийской переписи населения 2010 года